# Eleição municipal de São Pedro da Aldeia em 2000
A eleição municipal da cidade brasileira de São Pedro da Aldeia em 2000 ocorreu no dia 01 de outubro de 2000, como parte do conjunto de eleições municipais no Brasil que ocorreram no mesmo ano. Na ocasião, foram eleitos um prefeito, vice-prefeito e 10 vereadores para a Câmara Municipal da cidade.
A campanha eleitoral contou com a participação de 4 candidatos a prefeito. O prefeito em exercício, Carlindo Filho, do PMDB, esteve apto a disputar sua reeleição. O primeiro turno foi realizado em 01 de outubro de 2000. Paulo Lobo, candidato pelo PSB, foi eleito com 16.845 votos (51,04% dos votos válidos), seguido de Carlindo Filho, do PMDB, candidato à reeleição, que obteve 8.621 votos (26,12%). Os candidatos eleitos tomaram posse na Prefeitura de São Pedro da Aldeia em 1 de janeiro de 2001 para exercerem um mandato de quatro anos.

## Candidaturas para a prefeitura
| Nº      | Prefeito  | Prefeito             | Prefeito | Prefeito                                      | Vice-prefeito(a) | Vice-prefeito(a) | Vice-prefeito(a)     | Vice-prefeito(a) | Vice-prefeito(a)                            | Coligação                                                                  |
| Nº      | Candidato | Candidato            | Partido  | Cargos relevantes                             | Candidato(a)     | Candidato(a)     | Candidato(a)         | Partido          | Cargos relevantes                           | Coligação                                                                  |
| ------- | --------- | -------------------- | -------- | --------------------------------------------- | ---------------- | ---------------- | -------------------- | ---------------- | ------------------------------------------- | -------------------------------------------------------------------------- |
| 13      |           | Prof. Marcos Salaibe | PT       | - Não informado                               |                  |                  | Ana Lucia Mororó     | PT               | - Funcionária Pública                       | Sem coligação                                                              |
| 15      |           | Carlindo Filho       | PMDB     | - Prefeito de São Pedro da Aldeia (1997–2000) |                  |                  | Benino Valladares    | PMDB             | - Não informado                             | Aliança Popular Progressista PFL PPB PRP PSD PRONA PSL PAN PGT PMDB PTB    |
| 33      |           | Arruda               | PMN      | - Funcionário Público                         |                  |                  | Mauricio Jose Alves  | PL               | - Proprietário de Estabelecimento Comercial | Coligação Aliança da Mobilização Municipal PL PMN                          |
| 40      |           | Paulo Lobo           | PSB      | - Proprietário de Estabelecimento Comercial   |                  |                  | Edmilson Bittencourt | PDT              | - Vereador de São Pedro da Aldeia           | Coligação Frente Muda São Pedro PDT PSC PPS PHS PRN PSB PCdoB PSDB PTN PST |
| Fontes: |           |                      |          |                                               |                  |                  |                      |                  |                                             |                                                                            |

## Resultados da eleição

### Prefeito
| Candidato(a) a prefeito  | Candidato(a) a prefeito   | Candidato(a) a vice-prefeito | Primeiro turno 01 de outubro de 2000 | Primeiro turno 01 de outubro de 2000 |
| Candidato(a) a prefeito  | Candidato(a) a prefeito   | Candidato(a) a vice-prefeito | Total                                | Percentagem                          |
| ------------------------ | ------------------------- | ---------------------------- | ------------------------------------ | ------------------------------------ |
|                          | Paulo Lobo (PSB)          | Edmilson Bittencourt (PDT)   | 16.845                               | 51,04%                               |
|                          | Carlindo Filho (PMDB)     | Benoni Valladares (PMDB)     | 8.621                                | 26,12%                               |
|                          | Arruda (PMN)              | Maurício Alves (PL)          | 6.735                                | 20,41%                               |
|                          | Prof. Marcos Salaibe (PT) | Ana Lucia Mororó (PT)        | 803                                  | 2,43%                                |
| Total de votos válidos   | Total de votos válidos    | Total de votos válidos       | 33.004                               | 33.004                               |
| Votos apurados           |                           |                              |                                      |                                      |
| Votos válidos            | Votos válidos             | Votos válidos                | 33.004                               | 92,12%                               |
| Votos em branco          | Votos em branco           | Votos em branco              | 580                                  | 1,62%                                |
| Votos nulos              | Votos nulos               | Votos nulos                  | 2.242                                | 6,26%                                |
| Total de votos apurados  | Total de votos apurados   | Total de votos apurados      | 35.826                               | 35.826                               |
| Eleitores                |                           |                              |                                      |                                      |
| Comparecimentos          | Comparecimentos           | Comparecimentos              | 35.826                               | 86,63%                               |
| Abstenções               | Abstenções                | Abstenções                   | 5.530                                | 13,37%                               |
| Total de eleitores aptos | Total de eleitores aptos  | Total de eleitores aptos     | 41.356                               | 41.356                               |
| Total de seções: 124     |                           |                              |                                      |                                      |
| Fontes:                  |                           |                              |                                      |                                      |

### Composição da Câmara Municipal
|                          |                          |                 |                 |          |    |
| Nº                       | Partido                  | Votos populares | Votos populares | Assentos | ±  |
| Nº                       | Partido                  | Votos           | %               | Assentos | ±  |
| 15                       | PMDB                     | 4.317           | 12,47%          | 2        | 2  |
| 40                       | PSB                      | 4.134           | 11,94%          | 2        | 2  |
| 12                       | PDT                      | 3.893           | 11,25%          | 2        | 2  |
| 70                       | PTdoB                    | 2.765           | 7,99%           | 2        | 2  |
| 25                       | PFL                      | 2.779           | 8,03%           | 1        | 1  |
| 41                       | PSD                      | 2.746           | 7,93%           | 1        | 1  |
| 20                       | PSC                      | 2.453           | 7,09%           | 1        | 1  |
| 36                       | PRN                      | 1.713           | 4,95%           | 1        | 1  |
| 14                       | PTB                      | 1.682           | 4,86%           | 1        | 1  |
| 22                       | PL                       | 1.373           | 3,97%           | 1        | 1  |
| 11                       | PPB                      | 857             | 2,48%           | 1        | 1  |
| 28                       | PRTB                     | 1.277           | 3,69%           | 0        | -  |
| 33                       | PMN                      | 1.069           | 3,09%           | 0        | -  |
| 31                       | PHS                      | 823             | 2,38%           | 0        | -  |
| 13                       | PT                       | 756             | 2,18%           | 0        | -  |
| 65                       | PCdoB                    | 754             | 2,18%           | 0        | -  |
| 30                       | PGT                      | 733             | 2,12%           | 0        | -  |
| 23                       | PPS                      | 257             | 0,74%           | 0        | -  |
| 26                       | PAN                      | 131             | 0,38%           | 0        | -  |
| 45                       | PSDB                     | 103             | 0,3%            | 0        | -  |
| Total de votos válidos   | Total de votos válidos   | 34.615          | 34.615          | 15       | 15 |
| Votos apurados           |                          |                 |                 | 15       | 15 |
| Total de votos válidos   | Total de votos válidos   | 34.615          | 96,62%          | 15       | 15 |
| Votos em branco          | Votos em branco          | 497             | 1,39%           | 15       | 15 |
| Votos nulos              | Votos nulos              | 714             | 1,99%           | 15       | 15 |
| Total de votos apurados  | Total de votos apurados  | 35.826          | 35.826          | 15       | 15 |
| Eleitores                |                          |                 |                 | 15       | 15 |
| Comparecimentos          | Comparecimentos          | 35.826          | 86,63%          | 15       | 15 |
| Abstenções               | Abstenções               | 5.530           | 13,37%          | 15       | 15 |
| Total de eleitores aptos | Total de eleitores aptos | 41.356          | 41.356          | 15       | 15 |
| Fontes:                  |                          |                 |                 |          |    |